# Abel Dimier
Pour les articles homonymes, voir Dimier.
Abel Dimier, né le 14 septembre 1794 à Paris et mort dans la même ville le 15 novembre 1864, est un sculpteur français, lauréat du prix de Rome en 1819.

## Biographie

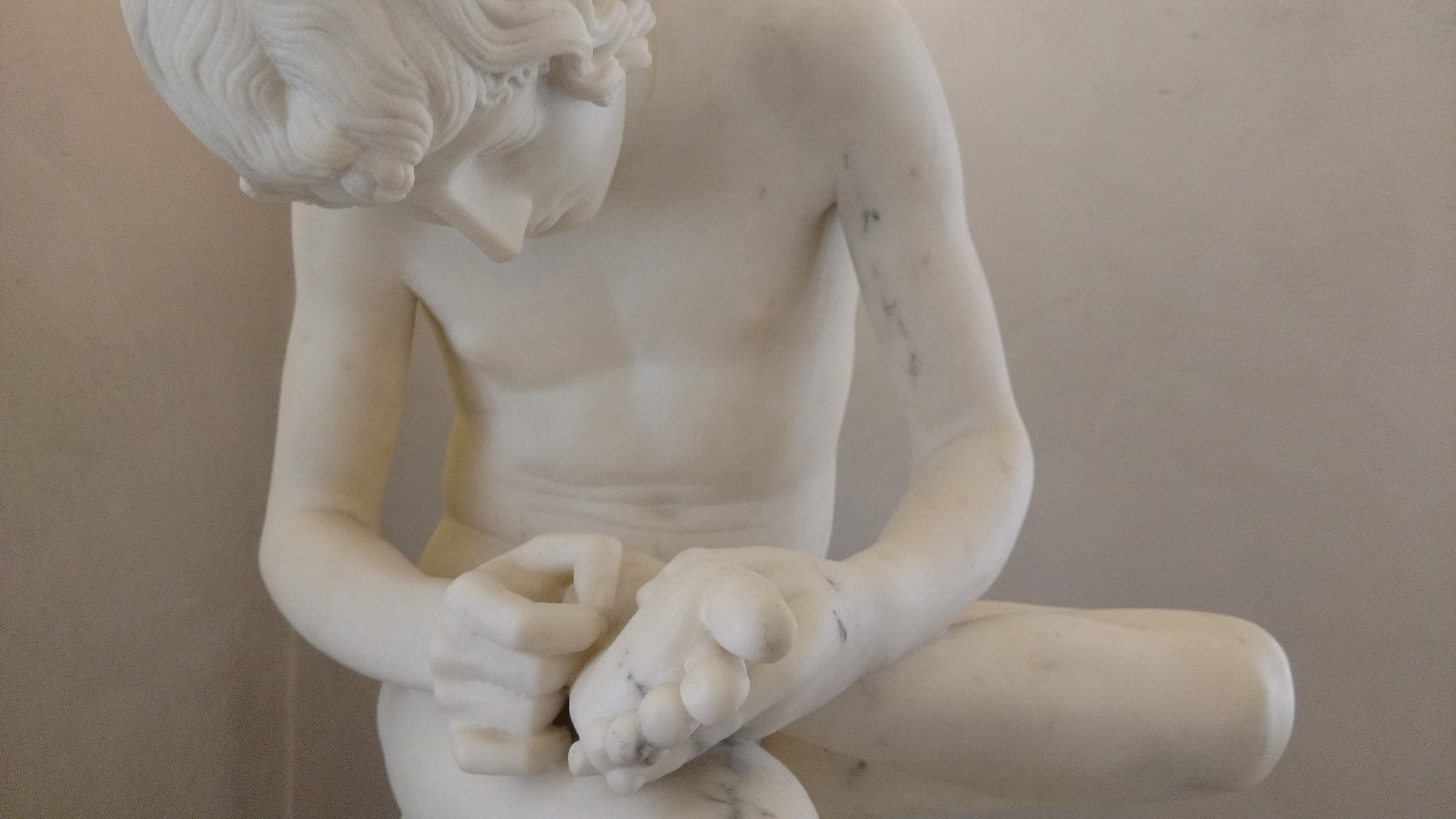
Tireur d'épine, d'après l'Antique (1829, détail), musée des beaux-arts de Lyon.

Abel Dimier entre le 14 février 1810 à l'École des beaux-arts de Paris dans l'atelier de Pierre Cartellier.
En 1816, il obtient le deuxième prix de Rome pour Ulysse et Ajax envoyés vers Achille par Agamemnon. En 1819, il obtient le premier prix de Rome pour Enée, blessé à la cuisse, guéri par Vénus. Cette distinction lui permet de séjourner à la villa Médicis à Rome entre 1820 et 1824.
Il fait plusieurs voyages en Égypte et il fréquente Eugène Delacroix, qui admirait les antiquités égyptiennes. 
Il meurt à Paris le 15 novembre 1864.

## Œuvres dans les collections publiques
- Paris :
  - École nationale supérieure des beaux-arts : Enée blessé, guéri par Vénus, bas-relief en plâtre, premier prix de Rome en 1819[2].
  - École normale supérieure : Archimède, 1849, buste en bronze[3].
  - église Saint-Nicolas-des-Champs : Sainte-Cécile, 1827.
  - musée du Louvre : Bas-relief avec une scène antique, 1924, dessin à la mine de plomb[4].
- Lyon, musée des beaux-arts : Tireur d’épine, 1829, marbre, d'après le Tireur d'épine du musée du Capitole[5].